# ピエール・エルメ
ピエール・エルメ（Pierre Hermé, 1961年11月20日 - ）は、フランスのパティシエ・ショコラティエ。「パティスリー界のピカソ」といわれている人物であり、自らの名前を使用した「PIERRE HERMÉ PARIS」（ピエール・エルメ・パリ）というパティスリーショップを展開している。

## 芸術の頂点を極めたパティシエ
アルザスの中世の街並みが残るコルマールのブーランジュリー（パン屋）の4代目として生まれた。14歳のときガストン・ルノートルの元で修行を始めた。24歳でフォションのシェフ・パティシエとなり自らの芸術の頂点を目指した。そのオリジナルな作品と技量、及び独自の“オート・パティスリー（高級なバティスリー）”の伝授ゆえに斯界で畏敬されている。
1996年末にフォションを去り、ラデュレの副社長を経て、共同経営者シャルル・ズナティとともにピエール・エルメ・パリを創業した。
1998年に東京・紀尾井町にある、ホテルニューオータニにて第1号店をオープン、2000年7月に第2号店千葉・イクスピアリにて「ピエール・エルメ・サロン・ド・テ」もスタートさせた。（2012年2月15日にて閉店。）
2001年には本国フランスでも存在感を発揮し、パリ6区のボナパルト通り72番地にブティックをオープンさせた。サン＝ジェルマン＝デ＝プレのファッション街の中心に位置するこの店はすぐに人気を博して熱狂的なファンが毎日訪れ、世界中のスイーツ通にとって欠かすことのできないスポットになっている。
2004年末には、斬新な店舗デザインのパリ2号店をパリ15区ヴォジラール通り185番地にオープンさせ、「ピエール・エルメ高級パティスリー研修工房エコール・フェランディ」も開校の運びとなった。この研修工房はパリ商工会議所の威信ある料理学校フェランディ校とタイアップしたものである。
2005年2月には、“ラグジュアリー・コンビニエンスストア”の新コンセプトを掲げた日本第3号店を、「バー・ショコラ」を併設する形で東京の表参道界隈南青山5丁目交差点（神宮前5丁目、青山通り沿い）でスタートさせた。
2022年6月現在、ピエール・エルメ・パリは日本国内に14店舗（東京8、神奈川1、愛知1、京都2、兵庫1、北海道1）の他、日本国外ではフランスの他に海外8か国を展開している。2018年からはこの他、「Made in ピエール・エルメ」の事業を展開している。
大相撲平成23年7月場所より、表彰式で優勝力士に直径41cm、厚さ23cmの巨大マカロンが手渡されている。この巨大マカロンは式典用で食べられず、優勝力士には副賞として金箔でコーティングされた22個の黄金のマカロンが贈られている。

### コラボ商品
2013年にはオハヨー乳業と提携し、エルメの代表的なフレーバー、"イスパハン(Ispahan)"の風味をきかせたヨーグルト、『PIERRE HERMÉ ヨーグルト Ispahan』が発売された。同商品には他にも“サティーヌ(Satine)”、“アンフィニマン　ヴァニーユ(Infiniment Vanille)”、“コンステラシヨン(Constellation)”のフレーバーが商品化されている。
また、2016年には赤城乳業とのコラボ商品として、イスパハン風味のアイスクリームが発売。翌年には“キャレマン・ショコラ(Carrément Chocolat)”風味も発売された。
2020年、ミスタードーナツとの共同開発で「ポン・デ・イスパパン」、「クロエ」、「サティーヌファッション」、「モガドール」、「キャレマン ショコラ」、「プレニチュード」の6種類のドーナツが発売された。

## 世界に認められた才能

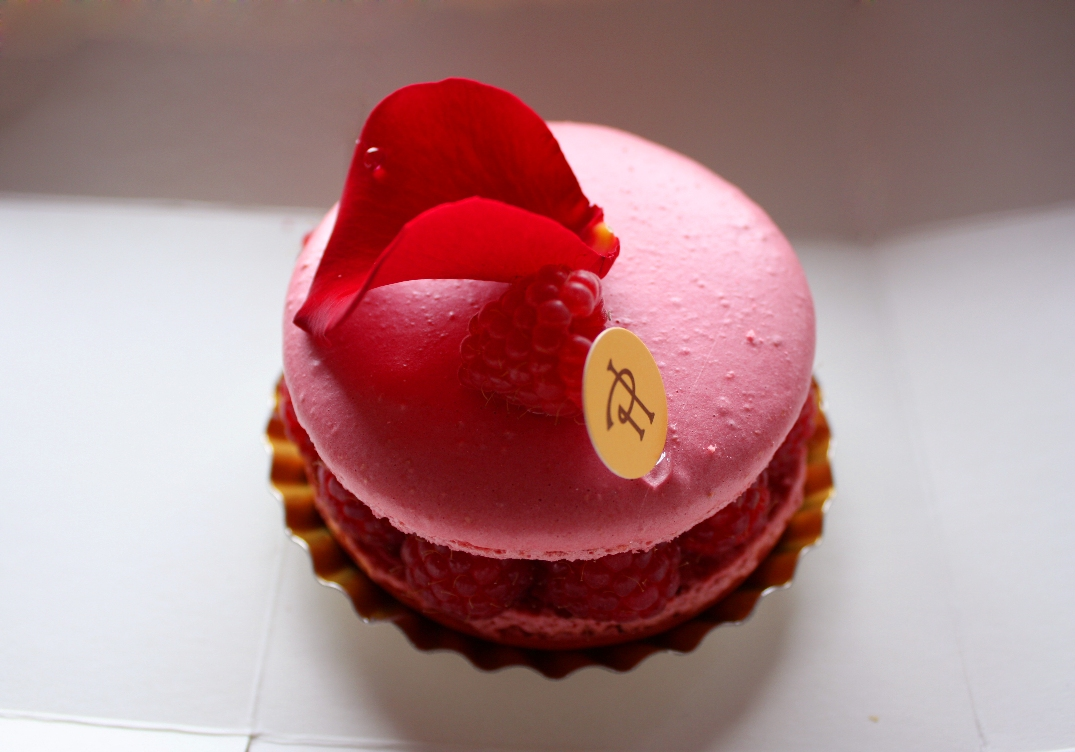
ピエール・エルメの代表的フレーバー"イスパハン(Ispahan)"のマカロン

今やフランス、日本、及びアメリカでも著名なピエール・エルメはパティスリー界に新たなセンスと近代性をもたらし、ヴォーグ誌から“パティスリー界のピカソ”と賞賛されている。ピエール・エルメ・パリでは菓子類のデコレーションは控えめにして、絶えず技術面の再検討を図っている。ピエール・エルメのオリジナル作品は大人のためのスイーツであり、必ずしも過去の手法にとらわれず、子供時代のノスタルジー的な菓子作りからも脱却して、堂々とガストロミー界にデビューを果たした。「味覚の喜びだけが唯一の指針」をモットーとするエルメは、その完全に独創的な『味覚・感性・歓喜の世界』を作り出すことに成功したのである。
ピエール・エルメは超一流シェフたちともコラボレーションして、リサイタルの形で豪奢なガラディナーを各国で催している。エルメは世界中で“最も偉大なフランス人パティシエ”との称賛を得ている。これまでに数多くの書籍も出しており、その中にはアメリカとイギリスで2005年10月に刊行された“The Cook’s Book”も含まれている。同書は、第11回グルマン世界料理本賞（Gourmand World Cookbook Award 2005）のベスト・クックブック・デザイン賞（Best Cookbook Design）に輝いた。
ピエール・エルメはパティシエの仕事というものについて独自のアプローチを取り、かつては揺るぎないと思われていた伝統的手法を革命的に変えた。例えば、お菓子をごてごてと飾り立てていた旧来の装飾を思い切って廃する一方、「砂糖も塩と同じように、他のフレーバーのニュアンスを引き立てるための調味料として使うこと」を実践したのであった。また、新しい味覚の領域を探索したり自分のレシピを定期的に再検討したりして、自身が為してきた仕事に対してさえも新たな問い直しを厭わないのである。
こうした比類ない天分ゆえに、ピエール・エルメは“パティスリー界のピカソ”（ヴォーグ誌）、“パティスリー界の挑発者”（フード＆ワイン誌）、“前衛的パティシエにしてフレーバーの魔術師”（パリマッチ誌）、“キッチン・エンペラー”（ニューヨーク・タイムズ紙）、“現代パティスリーの王”（ザ・ガーディアン紙）といった賛辞に加えて種々の栄誉や勲章を得た。しかし、エルメにとってはスイーツファンから素晴らしいと認めてもらえたことが何よりも価値があることだと言う。

## ピエール・エルメ・パリの歩み
1998年
- 東京のホテルニューオータニで、ピエール・エルメ・パリブランドの第1号店がオープン。

1999年
- “カフェ・ショコラ・キャラメル”（“Café, Chocolat, Caramel”）をテーマとする秋冬コレクションを発表。

2000年
- デザイナーのアンドレ・プットマン（Andrée Putman）が内装を担当した「ピエール・エルメ　サロン・ド・テ」が東京ディズニーランドイクスピアリ（IKSPIARI）で開店。

2001年
- 透明コップに入れてテイクアウトできる＜エモーション＞（Emotion）を発表。
- アメ玉のように紙で包んだ＜シュープリーズ＞（Surprise）を発表。
- ≪ピエール・エルメ・パリ≫の＜ガレット・デ・ロワ＞（Galettes des Rois）のためにツェ＆ツェ・アソシエ（Tsé & Tsé associées）がフェーブと王冠のデザインを創作。

2002年
- “手織りのホワイト”（“Blanc Cousu Main”）と銘打った秋冬コレクションを発表。
- ＜ボンボンショコラ＞ラインナップを創作。
- パリ6区のボナパルト通り（72 rue Bonaparte Paris 6e）72番地に、ヤン・ペノー（‘Yan D. Pennor’s）の店舗デザインによるブティックをオープン。

2003年
- “Kawaii（かわいい）”のタイトルで秋冬コレクションを発表し、パレ・ド・トーキョー現代創造センター（Centre de Création Contemporaine de la Ville de Paris, Palais de Tokyo）の「お菓子のファッションショー」でプレゼンテーションを実施。
- アイスクリームとシャーベットの＜ミス・グラグラ＞（Miss Gla’Gla）シリーズを創作。
- チョコレートで原始美術オブジェをかたどった＜アール・プルミエ＞シリーズを創作。

2004年
- 『回顧と展望』（“Rétrospective / Perspectives”）の年間テーマでコレクションを展開。
- パリ15区のヴォジラール通り（185 rue de Vaugirard Paris 15e）185番地に、建築家クリスチャン・ビシェール（Christian Biecher）がデザインした新店舗をオープン。

2005年
- パリ6区に「ピエール･エルメ高級パティスリー研修工房エコール・フェランディ」（Atelier de Formation à la Haute Pâtisserie Pierre Hermé − Ecole Ferrandi）を創立。
- 東京南青山5丁目交差点界隈のラ･ポルト青山において、インテリアデザイナー片山正通が手掛けた新ブティック（“バー・ショコラ”併設）をオープン。

2006年
- 東京の伊勢丹内にピエール・エルメ・パリのコーナー店を設置。
- 『味覚・感性・歓喜の世界』の熱狂的ファンに向けた“Fetish”（フェティッシュ）の創作開始。
- ≪ピエール・エルメ・パリ≫のホームページとオンライン店舗「e-GOURMANDISES」を開設。

2007年
- “アントル(ENTRE)（間(ま)）”のテーマのもと、黒磁器のエレガントなカップに入れて登場する「感動を分かち合う」4作品シリーズ（6～8人用のデザート）を発表。
- 2007年クリスマスのための特別作品として、黒トリュフ入りのビュッシュ、黒トリュフ入りのマカロン、及び熟成期間25年のアチェート・バルサミコ・トラディツィオナーレ・ディ・モデナ（最高級のバルサミコ酢）入りマカロンの3つを創作。

2008年
- オリヴィエ・ランプルールが店舗デザインを手掛けたブティック（マカロンとチョコレート専門店）がパリ1区サントノレ通り界隈カンボン通り4番地にオープン。
- オリヴィエ・ランプルールが店舗デザインを手掛けたブティック（マカロンとチョコレート専門店）がパリ・シャンゼリゼ通りにオープン。
- 愛好家の趣味と個性に合わせてオーダーメイドされ、永遠に本人だけのものとなるオートクチュールのマカロンを創作。
- ヨーロッパのインターネットサイトを開設。

## テレビ出演
- 「キユーピー3分クッキング」（日本テレビ、2001年4月 - 5月）隔週土曜日・「お菓子」講師[7]

## 著書
- 1993年　「Secrets Gourmands」Larousse（フランス）
- 1994年　「La Pâtisserie de Pierre Hermé」Montagud Editores（スペイン）
- 1996年　「Larousse Gastronomique」（共著）（フランス）
- 1997年　「Le Larousse des Desserts」Larousse（フランス）
- 1997年　「Plaisirs Sucrés」Hachette（フランス）
- 1998年　「Desserts by Pierre Hermé」Little & Brown（アメリカ）
- 1999年　「ピエール・エルメのお菓子の世界」（Secrets Gourmands日本語版）柴田書店（日本）
- 2000年　「Desserts à la carte」Hachette（フランス）
- 2000年　「Secrets Gourmands」Noésis（フランス）
- 2001年　「La Pasticceria di Pierre Hermé」Edizioni Finedit（イタリア）
- 2001年　「Chocolate Desserts by Pierre Hermé」Little & Brown（アメリカ）
- 2002年　「Le Larousse des Desserts」Larousse（フランス）
- 2002年　「Mes Desserts au Chocolat」Agnès Viénot Éditions（フランス）
- 2002年　「Plaisirs Sucrés」（再版）Hachette（フランス）
- 2003年　「Mes Desserts Préférés」Agnès Viénot Éditions（フランス）
- 2004年　「Die Pâtisserie von Pierre Hermé」Mathaes（ドイツ）
- 2005年　「Le Larousse du Chocolat」Larousse（フランス）
- 2005年　「The Cook’s Book」Dorling Kindersley（イギリス）
- 2005年　「ph10」Agnès Viénot Éditions（フランス）
- 2006年　「Gourmandises」Agnès Viénot Éditions（フランス）
- 2006年　「Comme un chef」Larousse（フランス）
- 2006年　「Le Larousse des desserts」Larousse（フランス）
- 2007年　「Confidences Sucrées」Agnès Viénot Editions（フランス）
- 2008年　「Macaron」Agnès Viénot Editions　（フランス）